# This Changes Everything
«This Changes Everything: Capitalism vs. the Climate» («Это всё меняет: капитализм против климата») — книга канадской журналистки и писательницы Наоми Кляйн, в которой исследуются общественные отношения, связанные с современным изменением климата и стремлением смягчить его последствия.
Книга входила в список бестселлеров «Нью-Йорк Таймс» и включена той же газетой в список 100 важных книг года; ей была присуждена премия Хилари Вестона за документальную литературу.
Также в 2014 году режиссёром Ави Льюисом был снят одноименный документальный фильм, сопровождающий книгу.